# Stéphane Frantz di Rippel
Stéphane Frantz di Rippel est un chef d'entreprise français, employé par le groupe Accor, né le 21 mai 1965 à Saint-Servan-sur-Mer. Il a été enlevé le 4 avril 2011 à Abidjan par des miliciens (vraisemblablement partisans du président sortant Laurent Gbagbo), sa mort a été annoncée le 2 juin 2011 mais son corps n'a pas été retrouvé.

## Origines familiales
Stéphane Frantz di Rippel est le petit-fils de Georges Gille, ancienne figure de Saint-Servan et dirigeant du cyclisme français. Lui et son frère Jérôme ont passé une partie de leur jeunesse en Afrique dans différents pays dont la Côte d'Ivoire où leurs parents Marie-Thérèse et Jacques Frantz di Rippel étaient expatriés. Stéphane Frantz di Rippel est le père de deux filles, Manon et Agathe.

## Carrière
Ancien élève du lycée hôtelier de Dinard, Stéphane Frantz di Rippel rejoint le Groupe Accor où il a été formé au Canada. 
Il travaille tout d'abord en France.
En mars 2009, il est nommé directeur de l'hôtel Mercure Sarakawa de Lomé au Togo et en entreprend la rénovation.
En décembre 2010, il est muté au Novotel d'Abidjan, en pleine crise ivoirienne.

## Enlèvement

### Les faits
Le Novotel d'Abidjan était utilisé pendant la crise post-électorale de 2010 et 2011 par beaucoup de journalistes français à Abidjan. Le 4 avril 2011, en début d'après midi, des hommes armés entrent dans l'Hôtel. Ils vont jusqu'au 7e étage où se trouve le bureau de Stéphane Frantz di Rippel. Ils lui demandent où se trouvent les journalistes. Stéphane Frantz di Rippel nie la présence de journalistes. Il est enlevé en même temps que Raoul Adeossi collaborateur de Yves Lambelin, français, PDG du Groupe Sifca, et Chelliah Pandian, malaisien, dirigeant d'une filiale de la Sifca. Le 28 mai 2011, Alassane Ouattara déclare : « Ils ont apparemment été amenés à la présidence de la République. Après nous avons perdu leur trace. Mais nous continuons à les chercher. »

### Enquête
Deux corps, retrouvés fin mai dans la lagune près d’Abidjan, ont été soumis à des expertises médico-légales. Le 2 juin, la mort du patron du Novotel avait été confirmée mais aucune expertise médico-légale n’était alors achevée.
« La juge d’instruction a expliqué que les analyses n’ont pas permis d’identifier le corps de Stéphane Frantz di Rippel mais celui d’Yves Lambelin a pu l’être », a déclaré l’avocat à l’issue d’une rencontre entre la juge Patricia Simon et les familles. Une information judiciaire a été ouverte le 22 avril par le parquet de Paris.
« Il n’y a pas de certitude scientifique sur la mort de Stéphane Frantz di Rippel mais un faisceau de témoignages concordants et d’indices qui l’établissent », a poursuivi l’avocat.
« La juge a également expliqué les conditions de l’enquête et diffusé des images enregistrées par des caméras de l’hôtel » où l’on voit notamment le directeur du Novotel, a ajouté M. Pierre-Olivier Sur.
L’avocat a expliqué que les otages « seraient morts avant 18 h » le jour même de leur enlèvement.
Les otages auraient été amenés au palais présidentiel, alors tenu par les fidèles du président sortant Laurent Gbagbo, engagés dans des combats avec les partisans du chef de l’État Alassane Ouattara jusqu’à l’arrestation de M. Gbagbo le 11 avril,. 

### Témoignages de reconnaissance
Un collectif de journalistes français a rendu un hommage dans Libération aux quatre disparus de l’hôtel Novotel d’Abidjan, qui étaient intervenus pour les protéger. Selon eux, lorsque les hommes en armes atteignent le 7e étage où se trouve le bureau de Stéphane Frantz di Rippel, ce dernier « a un réflexe qui va sauver des vies, les nôtres et condamner la sienne […] Il nie la présence de journalistes dans son hôtel, alors même qu’une quinzaine d’entre eux se trouve à l’étage supérieur ».
Il est décoré de la Légion d'honneur à titre posthume le 25 février 2012 à Paris.
La famille organise une cérémonie le 10 mars 2012 en l'église de Paramé à Saint-Malo, sa ville natale.

## Prix littéraire
Afin d'honorer la mémoire de Stéphane Frantz di Rippel, un prix littéraire porte son nom. Il récompense chaque année un ouvrage écrit par un journaliste sur des faits observés en reportage. Lors de la première édition de 2022, les lauréats ont été Georges Dallemagne et Christophe Lamfalussy  pour Le clandestin de Daech aux éditions Kennes Société.